# Rue de Bellechasse (Montréal)
Pour l’article homonyme, voir Bellechasse (homonymie).
La rue de Bellechasse est une artère de Montréal. 

## Situation et accès
D'axe est-ouest, elle relie le Boulevard Saint-Laurent à l'est du  boulevard de l'Assomption et se retrouve pour l'essentiel dans l'arrondissement Rosemont—La Petite-Patrie. Elle est située entre la rue Beaubien et le boulevard Rosemont sur toute sa longueur.

## Origine du nom
La rue de Bellechasse a été nommée d’après le comté québécois de Bellechasse.

## Historique
Elle porte sa dénomination actuelle depuis 1911.